# Adolf Fredrik Lindblad
Adolf Fredrik Lindblad (født 1. februar 1801 i Skänninge, død 23. august 1878 på sin landejendom Lövingsborg i nærheden af Linköping) var en svensk komponist.
Lindblad blev opdraget af plejeforældre og sat i handelslære, men uden resultat. Som ungt menneske kom han 3 år på et engelskt skibskontor i Hamburg, men det blev mest musikalske impulser, der optog hans sind. En kort tid beklædte han derefter en bogholderbestilling i Norrköping. Der lærte han digteren Atterbom og Bellmanssangeren Kernell at kende. Han drog 1823 til Uppsala, hvor han i Geijer fandt en ven og i oberstinde Silfverstolpe en formaaende protektrice. Han studerede her musikkens teori (under Hæffner), drog senere i samme øjemed til Berlin, hvor han studerede under Zelter og som medelev havde Mendelssohn, der følte sig kunstnerisk og menneskelig interesseret af den ham musikalsk beslægtede unge svensker. Efter sin hjemkomst 1827 bosatte han sig i Stockholm, grundede der en musikskole efter den dengang meget omtalte Logierske metode. Han komponerede 2 symfonier, hvoraf den første (C-Dur) opførtes 1839 i Leipzig, en opera Frondörerne (1835), en anden Blenda (ufuldført), en stor mængde kammermusik, navnlig mange kvartetter, klaverstykker og endelig en masse sange. I 1831 blev han medlem af det musikalske akademi. I sin ungdoms arbejder viste han universelle rørelser med tilknytning til Beethoven, Schubert og Weber, men han undgik ikke en ret smålig kritik i hjemmet. Efterhånden blev sangkompositionen mere og mere hans egentlige felt — tallet på hans sange løber op til 215 i alt — og det er som sangkomponist, at Lindblads navn lever endnu. Som sådan udmærker han sig ved en rigtstrømmende melodik, ved en fin poetisk åre, der rummer en mangfoldighed af forskellige stemninger — til sine bedste sange skrev han selv teksten — ved klassisk form og, sidst og ikke mindst, ved sit udprægede nationale fysiognomi. Med rette bærer han derfor navn af "Sveriges Schubert".